# À force de rêves
Pour plus de détails, voir Fiche technique et Distribution.
À force de rêves est un film documentaire québécois réalisé par Serge Giguère, sorti en 2006.

## Synopsis
Ce film raconte le suivi sur quatre ans (2000-2004) de cinq personnages ayant entre 73 et 92 ans.

## Fiche technique
- Titre : À force de rêves
- Production : Sylvie Van Brabant et Nicole Hubert (Les Productions du Rapide-Blanc), Colette Loumède (Office national du film du Canada)
- Réalisation : Serge Giguère
- Scénario : Serge Giguère
- Musique : René Lussier
- Photographie : Serge Giguère
- Montage : Louise Dugal
- Production : Nicole Hubert et Sylvie Van Brabant
- Société de production : Les Productions du Rapide-Blanc et Office national du film du Canada
- Pays :  Canada
- Genre : Documentaire
- Durée : 85 minutes
- Dates de sortie : 
  -  Canada : 9 novembre 2006 (Rencontres internationales du documentaire de Montréal)

## Distribution
- Gérard Allaire : le bûcheron
- Reine Décarie : la sœur, habitée par la musique et le chant lyrique
- Jean Lacasse : l'antiquaire, passionné de mécaniques (horlogerie et automates)
- Ray Monde(Lacasse) : la peintre
- Marc-André Péloquin : le passionné d'aéromodélisme, qui recueille les êtres « inutiles » et les animaux blessés

## Distinctions
- Film d'ouverture des rencontres internationales du documentaire de Montréal 2006.
- Sélectionné dans les inédits du Xe festival du cinéma du Québec à Paris, novembre 2006